# ريز وليامز
ريز وليامز (بالإنجليزية: Rhys Williams)‏ (ولد في 3 فبراير 2001) المعروف بـ وليامز هو لاعب كرة قدم إنجليزي يلعب في مركز الدفاع لنادي ليفربول في الدوري الإنجليزي الممتاز والمنتخب الإنجليزي.

## روابط خارجية
- ريس وليامز على موقع الاتحاد الأوربي (الإنجليزية)
- ريس وليامز على موقع قاعدة بيانات كرة القدم.إي يو (الإنجليزية)
- ريس وليامز على موقع Soccerbase.com (لاعب) (الإنجليزية)
- ريس وليامز على موقع Soccerway.com (الإنجليزية)
- ريس وليامز على موقع عالم كرة القدم.نت (الإنجليزية)

- ريز وليامز  على سكروي
- الملف الشخصي على موقع نادي ليفربول